# Élodie Jacq
Pour les articles homonymes, voir Jacq.
Élodie Jacq, née le 29 juin 1975 à La Roche-sur-Yon, est une footballeuse française évoluant au poste de milieu de terrain.

## Carrière
Élodie Jacq réalise l'intégralité de sa carrière à l'Étoile sportive ornaysienne de football Vendée La Roche-sur-Yon, où elle évolue de 1992 à 2002.
Elle compte six sélections en équipe de France féminine entre 1997 et 1998. 
Elle joue son premier match en équipe nationale le 24 avril 1997, en amical face aux États-Unis (défaite 4-2). Le 18 octobre 1997, elle joue un match contre la Finlande, qualificatif pour la Coupe du monde 1999 (match nul 2-2). Elle reçoit sa dernière sélection le 24 septembre 1998, en amical contre la Norvège (défaite 6-0).